# Csuha Borbála
Csuha Borbála, művésznév: Csuha Bori (Budapest, 1986. december 26. –) magyar szinkronszínész. Ötéves kora óta szinkronizál. Szülei Csuha Lajos és Sz. Nagy Ildikó, akik a Budapesti Operettszínház tagjai. A Bárka Színház növendéke volt. Férje, Szabó Andor szintén szinkronszínész.

## Színházi szerepei
A Színházi adattárban 2010. október 31-ig regisztrált bemutatóinak száma: 4.
- Budapesti Operettszínház (1995): Valahol Európában
- Thália Színház (1997): Annie (Annie)
- Rock és Musical Színház: Kiálts a Szeretetért! (Jacinte) – A darab szerzői: Kocsák Tibor, Baróthy Péter, Miklós Tibor, Kemény Gábor.

### Bárka Színház
2006–2009-ig a Bárka Színház stúdiós növendéke volt.
| Előadás      | Szereplő       | Szerző / Író                   |
| ------------ | -------------- | ------------------------------ |
| Don Carlos   | mellékszereplő | Friedrich Schiller             |
| Girlspell    |                | Gebora György                  |
| Mágnás Miska | Rolla          | Szirmai Albert, Bakonyi Károly |
| Annie        | Annie          |                                |

## Film- és sorozatszerepei

### Filmek
| Cím                  | Szereplő      |
| -------------------- | ------------- |
| Made in Hungaria     | kis vörös     |
| Papírrepülők         | Zsani         |
| Hacktion: Újratöltve | Vörös Melinda |

## Szinkronszerepei

### Filmek
| Cím                               | Szereplő               | Színész           |
| --------------------------------- | ---------------------- | ----------------- |
| Alkonyat                          | Bella Swan             | Kristen Stewart   |
| Alkonyat – Hajnalhasadás          | Bella Swan             | Kristen Stewart   |
| Alkonyat – Napfogyatkozás         | Bella Swan             | Kristen Stewart   |
| Alkonyat – Újhold                 | Bella Swan             | Kristen Stewart   |
| Apa ég!                           | Jamie                  | Leighton Meester  |
| Csapd le, csimpánz!               | Tara Westover          | Jamie Renée Smith |
| Ház az utca végén                 | Elissa                 | Jennifer Lawrence |
| Könnyű nőcske                     | Olive Penderghast      | Emma Stone        |
| Mr. Elszánt, a balfék             | Ginger Cronenberg      | Dah-ve Chodan     |
| Megkutyulva                       | Zoey Stevens           | Zendaya           |
| Pillangó-hatás                    | Kayleigh 13 évesen     | Irene Gorovaia    |
| Scott Pilgrim a világ ellen       | Kim Pine               | Alison Pill       |
| Bar/átok                          | Halley Brandon         | Zendaya           |
| Vénusz                            | Jessie                 | Jodie Whittaker   |
| A nap is egy csillag              | Natasha Kingsley       | Yara Shahidi      |
| Vadregény                         | Hamupipőke             | Anna Kendrick     |
| Pókember: Hazatérés               | Michelle Jones         | Zendaya           |
| Pókember: Idegenben               | Michelle Jones         | Zendaya           |
| Project X - A buli elszabadul     | Alexis                 | Alexis Knapp      |
| Boldog halálnapot!                | Theresa "Tree" Gelbman | Jessica Rothe     |
| Boldog halálnapot! 2.             | Theresa "Tree" Gelbman | Jessica Rothe     |
| Préda                             | Haley Keller           | Kaya Scodelario   |
| Halálos kitérő 4.: Véres kezdetek | Kenia Perrin           | Jennifer Pudavick |
| Pókember: Nincs hazaút            | Michelle Jones         | Zendaya           |
| Jurassic World: Bukott birodalom  | Zia Rodriguez          | Daniella Pineda   |
| Jurassic World: Világuralom       | Zia Rodriguez          | Daniella Pineda   |

### Sorozatok
| Cím                          | Szereplő                       | Színész                                      |
| ---------------------------- | ------------------------------ | -------------------------------------------- |
| A farm, ahol élünk           | Cassandra Cooper/ Jenny Wilder | Missy Francis / Shannen Doherty              |
| A világűr Robinsonjai        | True Danziger                  | J. Madison Wright                            |
| A házasság buktatói          | Şeyda                          | Pelin Ermiş                                  |
| Bizaardvark                  | Frankie Wong                   | Madison Hu                                   |
| Csajok a zŰrből              | Madison                        | Paige Houden                                 |
| Csernobil                    | Ljudmila Ignatyenko            | Jessie Buckley                               |
| Csók és csata                | Rebeca Marcano                 | –                                            |
| Derült égből család          | Lux Cassidy                    | Scarlett Gruber                              |
| Eva Luna                     | Liliana Solis                  | Silvia Priscila Perales                      |
| Harmadik műszak              | Emily Yokas (2. hang)          | Bonnie Dennison                              |
| Házi háború                  | Hillary Gold                   | Kaylee DeFer                                 |
| Hazudj, ha tudsz             | Emily Lightman                 | Hayley McFarland                             |
| Indul a risza!               | Raquel "Rocky" Blue            | Zendaya                                      |
| JONAS                        | Macy Misa                      | Nicole Anderson                              |
| K.C., a tinikém              | K.C. Cooper                    | Zendaya                                      |
| Lazy Town                    | Trixie                         |                                              |
| Makoi hableányok             | Evie McLaren                   | Gemma Forsyth                                |
| Nyári álmok                  | Daphné                         | Caroline Guerin                              |
| Penny a M.A.R.S.-ból         | Penny Mendez                   | Olivia Mai Barrett                           |
| Szünidei napló               | Romi                           |                                              |
| Szulejmán                    | Melek Hatun                    | Buket Orhan                                  |
| Szulejmán                    | Mihrimah szultána              | Pelin Karahan (felnőtt)                      |
| Sherlock                     | Molly Hooper                   | Louise Brealey                               |
| Teen Wolf                    | Malia Tate                     | Shelley Henning                              |
| Tiltott szerelem             | Cemile                         | Pelin Ermiş                                  |
| Tinik, tenisz, szerelem      | Megan O'Connor                 | Jaclyn Linetsky                              |
| Violetta                     | Violetta Castillo              | Martina Stoessel                             |
| V, mint Viktória             | Trina Vega                     | Daniella Monet                               |
| Binny és a szellem           | Luca Schuster                  | Eliz Tabea                                   |
| A legboszibb boszi           | Lily Archer                    | Melissa Carcache                             |
| Szexoktatás                  | Maeve Wiley                    | Emma Mackey                                  |
| Eufória                      | Rue Bennett                    | Zendaya                                      |
| Mia és én                    | Mia                            | Rosabell Laurenti Sellers, Margot Nuccetelli |
| Gotham                       | Selina Kyle                    | Camren Bicondova Lili Simmons                |
| Star Wars: A klónok háborúja | Rig Nema                       | Catherine Taber                              |
| Star Wars: Jedihistóriák     | Pav-ti                         | Janina Gavankar                              |
| Andor                        | Bix Caleen                     | Adria Arjona                                 |
| Sólyomszem                   | Kate Bishop / Sólyomszem       | Hailee Steinfeld                             |

### Animációs filmek
| Cím                                                  | Szereplő                 | Eredeti Színész  |
| ---------------------------------------------------- | ------------------------ | ---------------- |
| Barbie: A Hercegnőképző                              | Hadley                   | ?                |
| Csingiling és a nagy tündérmentés                    | Csak hinni kell (címdal) | Skylar Grey      |
| Az öt legenda                                        | Fog                      | Isla Fisher      |
| Pán Péter                                            | Tigris Liliom            | ?                |
| Rontó Ralph                                          | Túrós Mézes-Krémes       | Josie Trinidad   |
| Szivárványvarázs – Visszatérés az Esővarázs-szigetre | Kirsty Tate              | Lucy Delaiche    |
| Trollok                                              | Pipacs hercegnő          | Anna Kendrick    |
| My Little Pony: Equestria Girls – Szivárványvarázs   | Sonata Dusk              | Maryke Hendrikse |
| Thomas és barátai - A nagy verseny                   | Ashima                   | Tina Desai       |
| Encanto                                              | Isabella Madrigal        | Diane Guerrero   |

### Animációs sorozatok
| Cím                                   | Szereplő                                                                          |
| ------------------------------------- | --------------------------------------------------------------------------------- |
| A Lármás család                       | Leni                                                                              |
| Amerikai sárkány                      | Rose                                                                              |
| Arthur                                | Fern Walters                                                                      |
| Avatár – Aang legendája 2. könyv      | Smellerbee                                                                        |
| Az oroszlán őrség                     | Ráni                                                                              |
| Békaland                              | Anne Boonchuy                                                                     |
| Bibi Blocksberg                       | Marita                                                                            |
| Bubbi Guppik                          | Molly                                                                             |
| DC Super Hero Girls: Tini szuperhősök | Csillagfény (1. hang)                                                             |
| Én kicsi pónim                        | Cherries Jubilee                                                                  |
| Én kicsi pónim: Varázslatos barátság  | Scootaloo (1. évad), Sweetie Belle (2-7. évad), Diamond Tiara (3. évad), Főcímdal |
| Fixi, Foxi és barátaik                | Lupini (2. szereposztás: 1. évad)                                                 |
| Gondos Bocsok                         | Csodaszív bocs                                                                    |
| Heathcliff – A csacska macska         | Marcy                                                                             |
| Horseland – A lovasklub               | Molly Washington                                                                  |
| Huntik – A Titánok nyomában           | Sophie Casterwill                                                                 |
| KaBlam!                               | Loopy                                                                             |
| Léna farmja                           | Anais                                                                             |
| Littlest Pet Shop                     | Whittany Biskit                                                                   |
| Madeline új kalandjai                 | ?                                                                                 |
| Mia és én                             | Mia hercegnő                                                                      |
| Miraculous                            | Rose Lavillant                                                                    |
| Mysticons                             | Emerald Goldenbraid                                                               |
| Penn Zero, a félállású hős            | Sashi Kobayashi                                                                   |
| Sárkányok: A Hibbant-sziget harcosai  | Astrid Hofferson                                                                  |
| Simsala Grimm                         | ? (2. évad)                                                                       |
| Steven Universe                       | Connie Maheswaran                                                                 |
| Szandra, a mesenyomozó                | Raquel                                                                            |
| Szófia hercegnő                       | Hildegard hercegnő                                                                |
| Szünet                                | Gretchen Grundler                                                                 |
| Tappancsmesék                         | Pircsi / Viola (2 szereposztás: 1. évad, 2. évad)                                 |
| The Batman                            | Méregcsók                                                                         |
| Tini titánok                          | Csillagfény                                                                       |
| Tini titánok, harcra fel!             | Csillagfény                                                                       |
| Zsebkutyusok                          | Mela                                                                              |
| Monster High                          | Posea Reef                                                                        |
| Milo Murphy törvénye                  | Melissa Chase                                                                     |
| Napsugár                              | Napsi                                                                             |

### Anime
| Cím                                              | Szereplő           |
| ------------------------------------------------ | ------------------ |
| Bleach                                           | Kurosaki Yuzu      |
| Chihiro Szellemországban                         | Chihiro            |
| Death Note                                       | Amane Misza        |
| D.Gray-man                                       | Mimi (1. hang)     |
| Dragon Ball GT                                   | Marron             |
| Földtenger varázslója                            | Theru              |
| Fullmetal Alchemist - A bölcsek kövének nyomában | Lydia (35. epizód) |
| Fullmetal Alchemist: Testvériség                 | Lan Fan            |
| Sonic X                                          | Bokkun (3. évad)   |
| Star Wars: Látomások                             | Am                 |

### Videojáték
| Cím               | Szereplő |
| ----------------- | -------- |
| League of legends | Ahri     |